# Cúrling als Jocs Olímpics d'hivern de 1988
Als Jocs Olímpics d'Hivern de 1988 celebrats a la ciutat de Calgary (Canadà) es disputaren dos proves de curling, una en categoria masculina i una altra en categoria femenina. Aquesta fou la primera presència d'aquest esport en un programa oficial dels Jocs des de 1932, si bé com a esport de demostració.
La competició se celebrà entre els dies 13 i28 de febrer de 1988 al Max Bell Arena de Calgary.

## Resum de medalles
| Prova           | Or                                                                               | Argent                                                                                         | Bronze                                                                                     |
| Prova masculina | Noruega Gunnar Meland · Eigil Ramsfjell · Sjur Loen · Morten Soegaard · Bo Bakke | SuïssaMario Fluckinger · Hans-Jürg Lips · Rico Simen · Stefan Luder · Peter Lips               | CanadàWayne Hart · Ed Lukowich · John Ferguson · Neil Houston · Brent Syme                 |
| Prova femenina  | Canadà Patti Vande · Linda Moore · Lindsay Sparkes · Debbie Jones · Penny Ryan   | SuèciaAnette Norberg · Elisabeth Högström · Monika Jansson · Birgitta Sewik · Marie Henriksson | NoruegaMarianne Aspelin · Trine Trulsen · Dordi Nordby · Hanne Pettersen · Mette Halvorsen |

## Medaller
| Posició | País    | Or | Argent | Bronze | Total |
| 1       | Canadà  | 1  | 0      | 1      | 2     |
| 1       | Noruega | 1  | 0      | 1      | 2     |
| 3       | Suècia  | 0  | 1      | 0      | 1     |
| 3       | Suïssa  | 0  | 1      | 0      | 1     |
|         |         |    |        |        |       |
| Total   | Total   | 2  | 2      | 2      | 6     |